# Appomattox County
Appomattox County är ett administrativt område i delstaten Virginia, USA, med 14 973 invånare. Den administrativa huvudorten (county seat) är Appomattox. 

## Historia

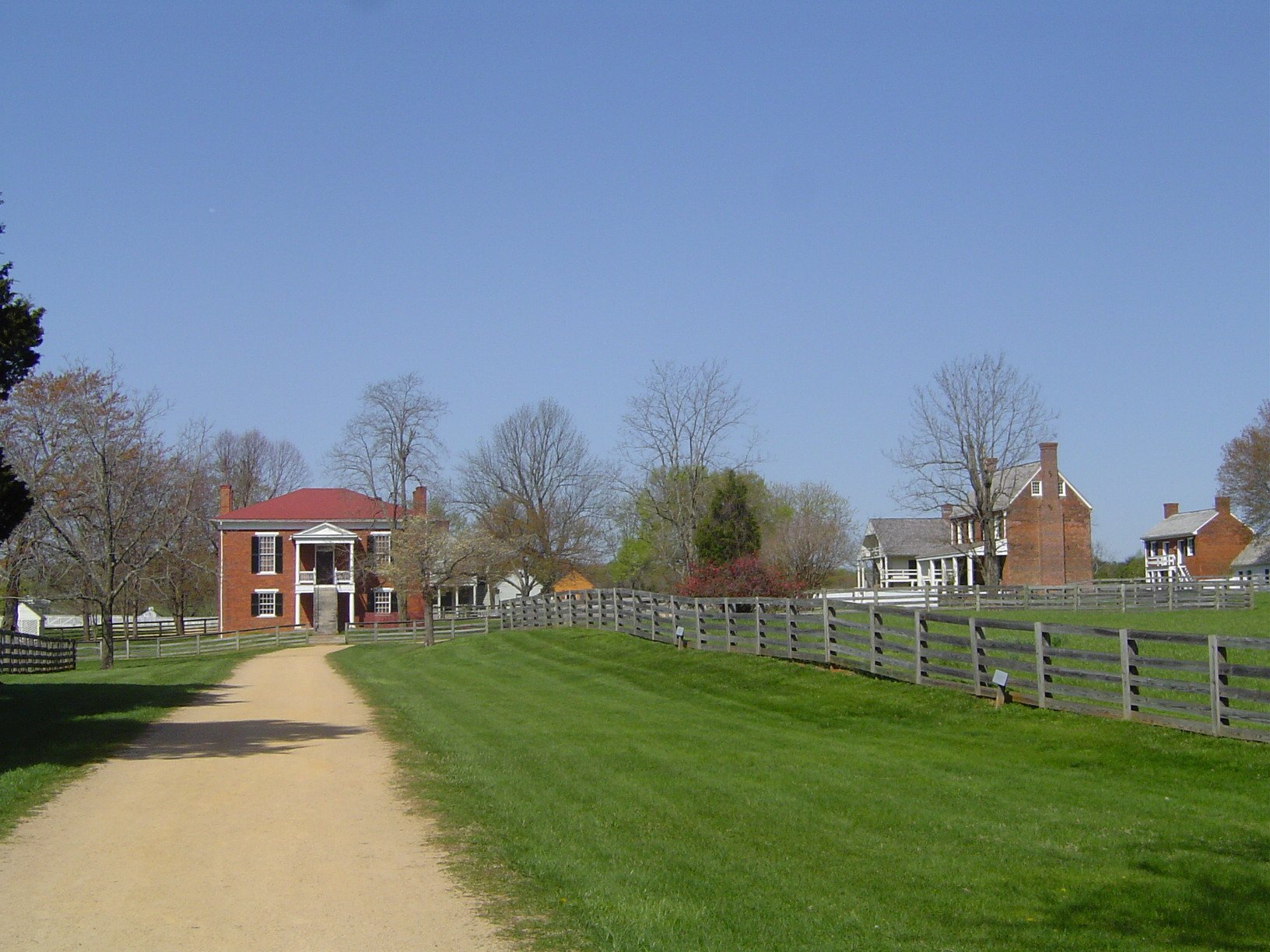
Appomattox Court House

Palmsöndagen, 9 april 1865, möttes sydstaternas militära ledare, general Robert E. Lee Nordstaternas dito, general Ulysses S. Grant vid byn Appomattox Court House för att skriva under kapitulationen. Det nordamerikanska inbördeskriget slutade med nordstaterna som vinnare. Platsen för kapitulationen är numera en nationalhistorisk park.

## Geografi
Enligt United States Census Bureau så har countyt en total area på 867 km². 864 km² av den arean är land och 3 km² är vatten. 

### Angränsande countyn
- Nelson County, Virginia - nord
- Buckingham County, Virginia - nordost
- Prince Edward County, Virginia  - sydost
- Charlotte County, Virginia - syd
- Campbell County, Virginia - sydväst
- Amherst County, Virginia  - nordväst